# Comunità di comuni
Una comunità di comuni (in francese Communauté de communes) è un ente pubblico di cooperazione intercomunale (EPCI) francese dotato di proprie imposte, e che offre una limitata integrazione dei comuni consorziati.
Essa è definita come:
CGCT
L5214-1
Inizio l'articolo L 5214-1 del codice generale delle collettività territoriali.»
Le comunità dei Comuni possono essere create per un tempo limitato.
Dalla popolazione come dal grado di cooperazione, è la forma meno integrata di EPCI con le loro imposte, e ha lo scopo di facilitare la gestione locale dello spazio non urbanizzato.

## Storia
Le comunità di comuni sono state create dagli articoli 71 e seguenti della legge del 6 febbraio 1992, relativa alla gestione territoriale della Repubblica, al fine di esercitare al posto dei Comuni membri una serie di competenze definite dalla legge e loro statuti. Quindi è una forma lieve di cooperazione locale, che si oppone alle versioni autoritarie precedenti, quali il consolidamento dei comuni organizzato dalla Legge del 16 luglio 1971 in materia di fusioni e consolidamenti di comuni, la "Legge Marcellin", che non ha avuto un successo significativo.
Questo status giuridico è stato modificato più volte, tra cui la legge sul rafforzamento e la semplificazione della cooperazione intercomunale del 12 luglio 1999 e la legge del 27 febbraio 2002.

## La natura della comunità dei comuni

### Una evoluzione territoriale
La comunità di comuni offre un nuovo concetto del potere locale, incorporando l'idea di progetto dove c'erano quella di gestione. Infatti, la SIVU o SIVOM non hanno altro scopo che la gestione di apparati e infrastrutture, spesso di rete, quali gas, elettricità, acqua o rifiuti.
Un singolo comune aderisce in generale a diverse strutture intercomunali, ma può appartenere ad una sola EPCI a fiscalità propria.
Così, è frequente per un comune essere un membro di uno o due SIVU, di una SIVOM, e d'una SICTOM, di una unione mista e una comunità di comuni.
Se la comunità di comuni acquisisce una competenza di gestione di un'altra intercomunalità, esso deve essere sciolto se non è gestito come giurisdizione (SIVU), o viene rimosso dalla capacità di tale intercomunalità, in base al principio di specialità ed esclusività dell'EPCI a fiscalità propria.
La comunità di comuni con la sua fiscalità propria, a naturalmente competenze di gestione, ma anche di sviluppo, creazione, in breve,di progetto. Questo fatto è ancora più valido per le comunità d'agglomerazione, e ancor più sviluppato nelle comunità urbane. L'intercomunalità si è evoluta, poiché il progetto, con l'eccezione dell antico distretto, non è mai stato a vocazione intercomunale, a partire dalle prime forme nel 1837 dei comitati comunali di gestione per i beni indivisibili tra i comuni.

### I limiti
Tuttavia, l'esistenza di alcune comunità di comuni non ha alcun fondamento per una cooperazione più stretta tra i comuni, ma una vocazione a costituirsi in territorio intercomunale per evitare che i comuni membri possano essere incorporati contro la loro volontà, attraverso il Prefetto, in una più ampia intercomunalità in termini di demografia. Ciò riguarda principalmente le comunità rurali vicino alle comunità d'agglomerazione o comunità dei comuni più popolati.
Il punto di vista di queste comunità rurali è che la loro rappresentanza nel consiglio comunitario differisce da una intercomunalità di diverse centinaia o migliaia di persone e diverse decine di migliaia.
Queste comunità di comuni, molto funzionale perché non è creata ai fini di una cooperazione, essi sono molto simili allo SIVOM, lo status giuridico dei due gruppi non deve necessariamente essere lo stesso.

### Statistiche
Nel 2009, c'erano 2.406 comunità di comuni in Francia. se ne creano regolarmente di nuovi (circa un migliaio in meno in cinque anni di esistenza). Essi comprendono quasi 27,5 milioni di persone.

## Creazione
A differenza di altre intercomunalità (comunità d'agglomerazione e comunità urbane), le comunità dei comuni non sono soggetti ad una soglia minima di popolazione. L'unico vincolo è la continuità geografica, che non influenza la comunità intercomunali create in precedenza.

## Funzionamento
Le Comunità di comuni è gestita da un consiglio comunitario o consiglio della comunità composto da consiglieri comunali dei comuni membri.
Ogni comune ha almeno una seggio e nessun comune può avere più di metà dei seggi.
A partire dalle elezioni comunali del 2014, i consiglieri comunitari dei comuni di oltre 3.500 persone saranno eletti a suffragio universale diretto alle elezioni comunali. I rappresentanti dei piccoli comuni eleggeranno al loro interno i consiglieri comunali.
Prima di allora, indipendentemente dalla dimensione dei comuni,i consiglieri comunitari sono stati eletti dai consigli comunali, non dalle persone, ma dai loro consiglieri.
Questo sistema è stato criticato, data l'importanza del trasferimento di competenze, e l'assenza di dibattito su queste politiche a causa della elezioni indiretta dei consiglieri di comunità. Così, all'unanimità, i presidenti delle comunità si sono pronunciati, durante delle giornate delle comunità a Strasburgo nel 2007, per l'elezione a suffragio universale diretto nel 2014, per rafforzare la legittimità e la trasparenza del funzionamento delle comunità.

## Competenze
Secondo le disposizioni dell'articolo  L. 5214-16, su legifrance.gouv.fr. del CGCT, la comunità dei comuni possiede sia competenze obbligatorie:
- azioni di sviluppo economico che interessano l'intera comunità;
- pianificazione del territorio.

Essa deve inoltre esercitare almeno una delle competenze nell'ambito dei sei gruppi seguenti:
- tutela e valorizzazione dell'ambiente naturale;
- politica degli alloggi e ambiente di vita;
- creazione, sviluppo e manutenzione stradale;
- costruzione, manutenzione ed esercizio di attività culturali, sportive e di educazione prescolare ed elementare;
- l'azione sociale di interesse comunitario;
- tutti o parte dei servizi igienico-sanitari.

Il consiglio della comunità possono anche scegliere le competenze facoltative che si attribuisce. Inoltre, la comunità dei comuni possono, con l'approvazione del dipartimento d'appartenenza, di esercitare direttamente talune competenze sociali che sono normalmente di esso.
Può essere data giurisdizione su diritto di prelazione urbana prima o agire per conto del Dipartimento per svolgere funzioni di supporto sociale.
I comuni possono anche delegare alla comunità altre competenze.
L'esercizio della competenze richiede che certe azioni sono definite e riconosciute in strutture di interesse comunitario. Questa dichiarazione di interesse comunitario risultante dal voto di una maggioranza qualificata dei consiglieri comunitari, che è una differenza fondamentale dal regime delle comunità d'agglomerazione, in cui la dichiarazione di interesse comunitario è costituito da una decisione del consiglio comunitario a maggioranza dei due terzi del consiglio della comunità d'agglomerezione, dando un significativo potere alle autorità comunitarie.
Dal momento in cui i poteri sono delegati alla comunità, i comuni non possono più esercitarle singolarmente.

## Risorse fiscali
La comunità di comuni è un ente pubblico di cooperazione intercomunale (EPCI) a fiscalità propria. Può essere TPU (tassa professionale unica con rimborso parziale i comuni) vale a dire che la tassa professionale è direttamente percepito dal EPCI, o imposte addizionali, i comuni versano una parte (decise a livello comunitario) delle loro tasse: imposta sulla casa, tassa fondiaria sul costruito, imposta sulla proprietà sul non costruito e tassa professionale. Queste quattro tasse sono ciò che sono comunemente chiamate tasse locali